# Сени, Пьетро
Пьетро Сени (итал. Pietro Seni, 1841, Рим — декабрь 1909) — итальянский шахматист, первый неофициальный чемпион Италии. Инженер по профессии.

## Спортивные результаты
| Год  | Город | Соревнование                                       | + | − | = | Результат | Место |
| ---- | ----- | -------------------------------------------------- | - | - | - | --------- | ----- |
| 1865 | Рим   | Общественный турнир                                |   |   |   |           | 1     |
| 1875 | Рим   | 1-й национальный турнир                            |   |   |   | 13 из ??  | 1     |
| 1902 | Рим   | 1-й турнир журнала "Rivista Scacchistica Italiana" |   |   |   |           | 1     |
| 1904 | Рим   | 2-й турнир журнала "Rivista Scacchistica Italiana" |   |   |   |           | 2     |